# Шесть персонажей в поисках автора
«Шесть персонажей в поисках автора» (итал. Sei personaggi in cerca d'autore) — пьеса итальянского драматурга Луиджи Пиранделло, опубликована в 1921 году, в трех актах.
Основные темы пьесы — связи и противоречия между реальностью и воображением, искусством и жизнью, а также трагедия навязанного образа, «маски»; Пиранделло использует прием «театра в театре».
Римская премьера вызвала скандал, часть зрителей возмутились высказываниями персонажей об относительности истины и добра. Начиная с 1922 года с большим успехом шла на сценах Лондона и Нью-Йорка. Самая популярная из всех пьес Пиранделло, принесла автору международную известность.
Пьеса оказала существенное влияние на многих драматургов, в частности на таких приверженцев «театра абсурда», как Беккет, Ионеско, Жене.

## Действующие лица
Действующие лица пьесы разделены на две группы.
Одна группа — персонажи ещё ненаписанной комедии: отец, мать, падчерица, сын, мальчик и девочка (оба не произносят ни единого слова), и мадам Паче, «лицо, впоследствии исключенное».
Другая группа — актёры и служащие театра, возглавляемые Директором (он же — режиссёр).

## Сюжет
Персонаж-отец приводит свою семью в театр. Породивший их автор бросил своё произведение, а персонажам не терпится представить бушующие в них страсти. Между персонажами и актёрами завязываются сложные взаимоотношения, по ходу рассказа об истории семейства становится ясным, что она фактически представляет собой пьесу, срежиссированную отцом. История семьи не имеет единого представления и последовательного развития, каждый из персонажей настаивает на своей правоте, каждый хочет по-своему сыграть себя. В финале старшие уходят из театра вчетвером. Младшие дети, которым «в реальности» суждено было погибнуть, остаются в театре. Директор настаивает на том, что всё происходившее — видимость и игра; Отец — что это сама реальность.

## Постановки и адаптации
- 1921 — Compagnia di Dario Niccomedi, Рим
- 1923 — спектакль Жоржа Питоева в Париже
- 1924 — спектакль Макса Рейнхардта в Берлине
- 1986 — для аргентинского телевидения, адаптация Оскара Барни Финна
- 1987 — Школа драматического искусства. Пост. А. А. Васильев.[3]

- 1928 — опера Марио Витали

## Анализ
В основе этой пьесы — дальнейшая разработка Пиранделло эстетической теории «йенских романтиков». В пьесе драматург придаёт «персонажам», созданиям фантазии, статус равный со статусом «реально существующих» актёров; тем самым он уравнивает в правах реальность физического мира и реальность воображения. Он вовлекает зрителей в игру в поле «реальность-фикция», постоянно переворачивая театральные приёмы, разрушая иллюзии и опрокидывая ожидания зрителя. При этом противоречия между пьесой и спектаклем, драматургом и режиссёром, персонажем и актёром представлены посредством множества метатеатральных эффектов.